# Luigi Cortese
Luigi Cortese (Genova, 19 novembre 1899 – Genova, 10 giugno 1976) è stato un compositore italiano.

## Biografia
Allievo di André Gedalge a Parigi e di Alfredo Casella a Roma, subì l'influsso dell'Impressionismo francese e del Neoclassicismo del proprio maestro italiano.
All'interno della sua produzione vanno ricordate una Sinfonia e una Fantasia per
orchestra e, in ambito cameristico, un'interessante Sonata per corno e pianoforte. Della non irrilevante produzione pianistica, ricordiamo la Suite Française e i Cinque Pezzi op.45.
Fu attivo inoltre come critico musicale, oltre che nei maggiori ambiti della vita musicale genovese (direttore del Conservatorio "Niccolò Paganini", membro della giuria al prestigioso Concorso violinistico internazionale "Premio Paganini").

## Opere

### Pianoforte
- Quattro Pezzi brevi op.22
- Barcarola op.23
- Suite Française op.29 (Genova, 1951)
- Cinque Pezzi op.45 (Genova, 1964)

### Musica da camera
- Due Canti Persiani op.8 per Mezzosoprano, Flauto e Pianoforte
- Sonatina op.9 per Violino e Pianoforte
- Cinque Momenti musicali op.19 per Voce e Pianoforte
- Salmo VIII op.21 per Voce femminile, Flauto, Violoncello e Pianoforte
- Tre Poemi di Rilke (traduzione di Vincenzo Errante) op.27 per Voce e Pianoforte
- Sonata op.39 per Violoncello e Pianoforte
- Improvviso op.46 per Viola e Pianoforte
- Introduzione e Allegro per Flauto e Pianoforte
- Sonata per Corno e Pianoforte

### Orchestra
- Canto Notturno op.17 per Orchestra (op.17bis trascrizione per Violino e Pianoforte)
- Deux Odes de Ronsard op.25 per Voce e Orchestra
- Concerto per Violino e Orchestra op. 42

### Musica sacra
- Oratorio David op.12 per Tenore, Soprano (o Mezzosoprano), Baritono, Coro misto e Orchestra

### Opere liriche
- Prometeo (Bergamo, 22 settembre 1951)
- La notte veneziana (Torino, 1955)
- Le notti bianche (Milano, 1973)